# Korlan
De korlan (Nephelium hypoleucum) is een plant uit de zeepboomfamilie. De soort is verwant aan de ramboetan (Nephelium lappaceum). De vruchten zijn eivormig met een rode, wrattige schil. De wittig-glazige zaadmantel is eetbaar. Deze omsluit een elliptisch zaad. De korlan wordt lokaal op plekken in Zuidoost-Azië gegeten.

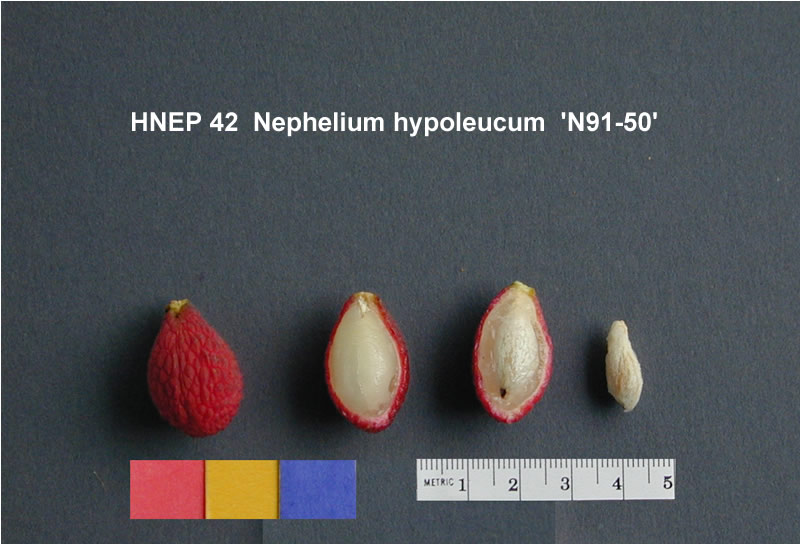